# 高崎正治
髙﨑 正治（たかさき まさはる）は鹿児島県出身の建築家、地域計画家。物人建築 主宰、京都芸術大学教授、王立英国建築家協会名誉フェロー建築家。

## 経歴
1967年（昭和42年）、14歳で建築を志し、抽象空間の中で己の中心をみつめる家「瞑想真」を発表する。
1975年（昭和50年）「物こそ人なれ」をスピリットに「物人・Monobito宣言」し、「物人建築」を創流した。物人工房を設立し、展覧会や出版物を通して社会芸術としての建築を発表する。
1976年（昭和51年）大学卒業後に渡欧し、ヨーロッパを拠点に活動を始める。
1977年（昭和52年）からシュトゥットガルト大学 （ドイツ） 、グラーツ工科大学 （オーストリア）の教授と協働し、西洋建築の歴史と伝統を学び、ヨーロッパ文明を生活に根ざした視点で体験し、ヨーロッパ ～ ペルシャ～ アジアの文明を結ぶ「海のシルクロード建築構想」の平和プロジェクト構想を根幹に設計活動をする。
1978年（昭和53年） ロンドン.AAスクールにて展覧会を開催し、プロデビューをする。建築家・ピーター・クック卿に師事。シュトゥットガルト大学教授、グラーツ工科大学教授と恊働する。
1982年（昭和57年）にTAKASAKI物人研究所を設立し、1990年（平成2年）に髙﨑正治都市建築設計事務所を設立した。2010年（平成22年）に国際物人協会、国際自由建築大学を設立し、次世代の建築家の育成と建築教育を研究し、ヨーロッパとアジアを結ぶ国際交流を行っている。
1982年（昭和57年）にTAKASAKI 物人研究所を東京原宿に開設し、社会芸術としての理念の具現化に向けて住まいから町づくりまでの設計を開始する。
1990年（平成2年）に髙﨑正治都市建築設計事務所を開設し、少子、高齢化が厳しい過疎地域に正面から向き合い、持続可能な地方建築を提案している。
2001年（平成13年）度王立英国建築家協会名誉フェロー授与式典では「髙﨑氏の建築は広範な日本建築界ばかりでなく、世界の建築界で比類なき存在である」と紹介された。また長年の建築作品が「独創性溢れる芸術的、文化的表現に挑戦している」と称され、王立英国建築家協会ジェンクス賞を受賞した。
ニューヨークのプリンストン建築社より作品集「Takasaki Masaharu : An Architecture of Cosmology」が出版され、2002年（平成14年）には、アメリカCNN放送により衛星放送「Personal Space:髙﨑正治」が放送されている。
2011年（平成23年）3月11日に、東日本大震災復興建築プロジェクトを立ち上げ、こころシェルターと命名した住まいを原発23km圏周辺の避難所で具現化した。また、Dazed Magazine誌にて原発被災地支援活動のインタビューが組まれた。
2011年（平成23年）に心を基軸に自然災害や貧困、紛争地、日常生活などにおいて、助けを必要としている人々あるいは場所を支援するプロジェクト「こころシェルタープロジェクト・KOKORO SHELTER Project」を開始した。 原発23km圏周辺の被災地で東日本大震災復興建築プロジェクトを展開している。 この活動について、2011年（平成23年）10月30日に開催された東北大学TedxTohoku2011にて講演しYoutubeで公開されている。
長年熟考した木造建築「天地のいえ」が2010年度TASCHEN 世界建築年鑑作品撰集「 Architecture Now 7 」、2011年度 TASCHEN 世界現代住宅作品撰集「100 Contemporary Houses 」に選出される。
イギリス・Article 25主催の"Object of Change 2011"、"10 by 10 London 2011"、″Drawing the city in London 2012″の展覧会に作品を発表する。その作品はチャリティーオークションで販売され、売上金は被災地への建設提言活動の基金となった。
2012年（平成24年）第13回、2014年 第14回、2016年 第15回ヴェネチア・ビエンナーレ国際建築展と、ロンドンで開催されたArticle25主宰のドローイング展にて作品を発表する。また、12月に早稲田大学芸術学校にて講演を行う。
2020年(令和2年）25年以上の長きにわたり建築の存在価値を発揮し地域社会に貢献してきた建築と評価され、第20回日本建築家協会25年賞を輝北天球館で受賞した。
2000年からヨーロッパ各地の美術館や大学等で個展、講義、そして講演活動を現在も行っている。
物人館（ 設計・教育 ）と南心館（ 展示・交流 ）を拠点とし、設計活動、教育活動、個展活動を三位一体として活動している。

## 作風
「環境生命体の建築」を唱え、「物に人の心を宿す」をスピリットに人間精神の生命活動と自然随順を基調とする生命建築法で、天空と大地、心の宇宙に響く建築を提唱している。新建築国際住宅設計競技の1等受賞作では審査員のピーター・クック教授に「これは最高の建築であり私を恐怖させる」と評される。

## 受賞歴
- 1977年（昭和52年） - 新建築国際住宅設計競技 1等
- 1993年（平成5年）   - 第48回南日本美術展 優秀賞
- 1996年（平成8年）   - 第8回日本建築家協会 新人賞
- 1996年（平成8年）   - 国土庁半島地域振興対策協議会会長賞
- 2001年（平成13年） - 王立英国建築家協会 ジェンクス賞
- 2001年（平成13年） - 王立英国建築家協会 名誉フェロー賞
- 2001年（平成13年） - 第52回南日本文化賞 特別賞
- 2014年（平成26年） - 韓国 国際公共環境デザインアワード特別賞
- 2016年（平成28年） - オーストリア最優秀建築賞
- 2020年（令和2年）   - 第20回日本建築家協会25年賞

## 主な著書
- 作品集「TAKASAKI MASAHARU」（Princeton Architectural Press / アメリカ）
- 作品集「CREATIVE NOW 1 髙﨑正治」（六耀社）

## 主な作品
- 瞑想真ノイエ Neue Meditation ‐ 髙﨑正治14歳の初建築作品
- 母胎ノイエ Neue Maru ‐ 髙﨑正治19歳の初実験住宅
- マールランド Maru Land ‐ 髙﨑正治ドイツ時代の建築作品
- コミュニティーノイエ‐ 複合建築母型・東日本大震災後の新しい複合施設
- ひなたぼっこノイエ Neue Hinatabokko－ ‐ 児童施設・住居
- アポロンのいろ House Apollon  ‐ 木造住宅
- 南心館 Takasaki Museum ‐ 美術館・住居
- 輝北天球館 Kihoku Astronomical Museum ‐ 輝北町コミュニティー施設
- ホタルの湯屋 Bathhouse Hotaru - 9.9㎡のコスモロジー
- 天地のいえ House Tenchi -  TENCHI COSMOLOGY ‐ 木造住宅
- 心音のいえ House Shinon - 伝統工法を用いた都市住宅
- こころシェルター KOKORO SHELTER ‐ 住居・東日本大震災復興建築プロジェクト
- こころシェルター・Community KOKORO SHELTER・Community‐ 集会所・東日本大震災復興建築プロジェクト
- こころシェルター・天地造建築‐ 東日本大震災後の新しい日本のコミュニティー、共同体を構築する複合建築
- 照明保育園 Shomyo Kindergarten ‐ 保育園
- なのはな館 Nanohanakan - Community Center ‐ コミュニティ施設
- 結晶のいろ Crystal Light ‐ オフィス・アトリエ・住居
- 玉名天望館 Tamana City Observatory Museum - コミュニティ施設
- 第二大地の建築 Earth Architecture ‐ 集合住宅
- 物人館 ZERO COSMOLOGY ‐ アトリエ・住居

## 主な特徴
- 物人建築　MONOBITO ARCHITECTURE －「物こそ人なれ」をスピリットに３つの理念を基軸に住まいから町づくり、ランドスケープの設計に取り組んでいる。

　　　1.天人プロジェクト TENBITO Project　　　　　
　　　　神聖、聖性、宇宙意識を基調とし聖なるものに響く空間を創造するプロジェクト
　　　2.風人土人プロジェクトKAZEBITO TUCHIBITO Project 
　　　　生活の継続性とコミュニティーを基調とし天空と大地に響く空間を創造するプロジェクト 
　　　3.心人プロジェクト KOKOROBITO Project
　　　　心の対話と人としての尊厳を基調とし心の宇宙に響く空間を創造するプロジェクト 　　　　　　　　　　　　　　　　　　　　　　